# Culto heroico griego

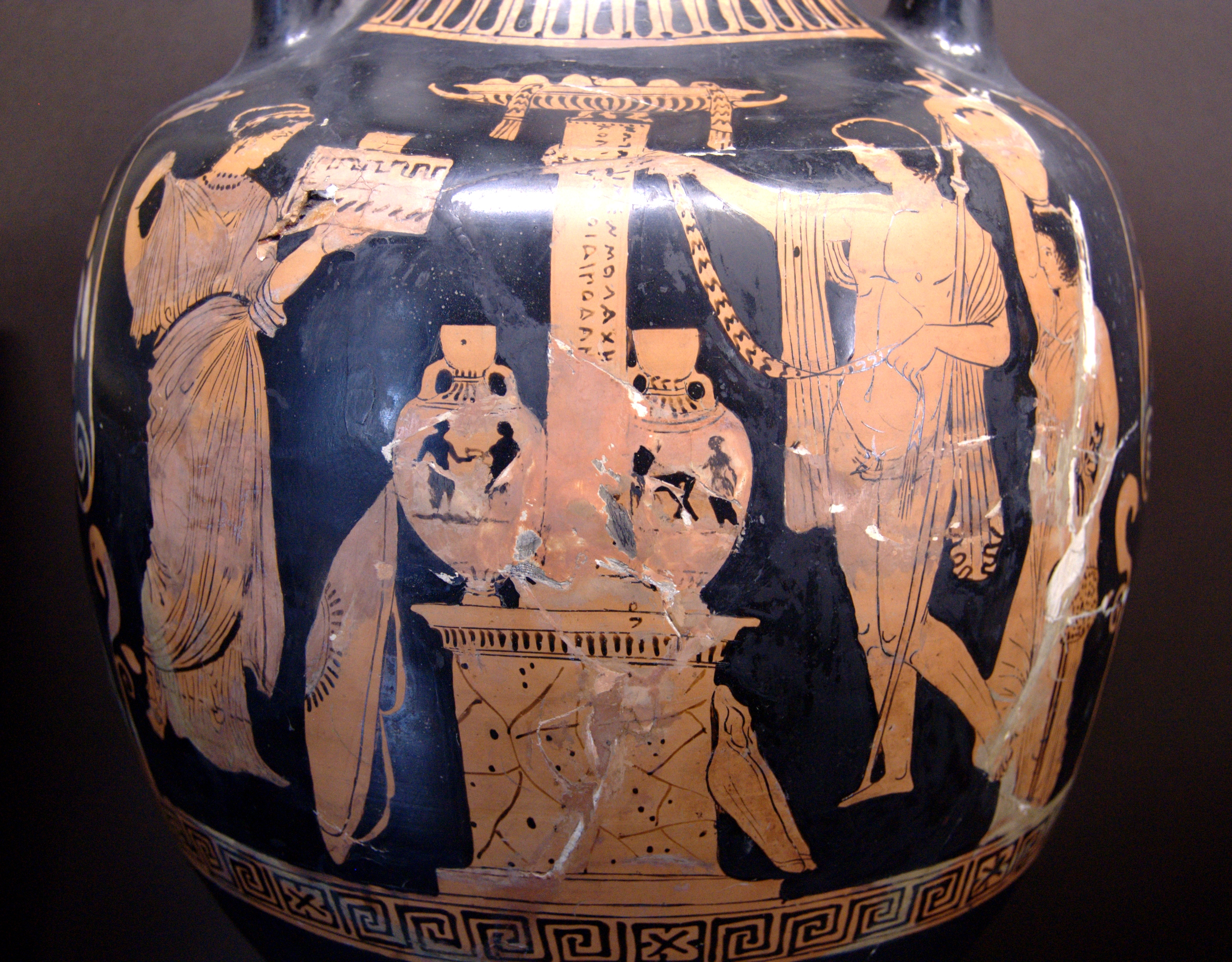
Culto de Edipo en un ánfora pseudo-panatenaica Lucania, h. 380-370 a. C., Museo del Louvre (CA 308).

El culto heroico fue una de las características más peculiares de la antigua religión griega. En griego homérico, héroe (ἥρως, hḗrōs, posteriormente cognado con el latín vir y el español «viril») que traduce «defensor» o «protector», se refiere al hijo o hija de un ser humano y un dios o diosa. Sin embargo, para el periodo histórico la palabra había pasado a significar específicamente un hombre muerto, venerado en su tumba o en un santuario llamado heroon, gracias a que su fama en vida (como fundador de la ciudad, como héroe civilizador o como guerrero) o su forma inusual de morir le otorgaba el poder de apoyar y proteger a los vivos. Un héroe era más que un humano pero menos que un dios, y varias figuras sobrenaturales llegaron a asimilarse a la categoría de héroes; la distinción entre un héroe y un dios era borrosa, especialmente en el caso de Heracles, el héroe más prominente, si bien atípico.

## Desarrollo de los cultos heroicos
Desde el punto de vista histórico, el culto heroico está atestiguado ya en los siglos llamados «oscuros» y se desarrolla en el siglo VIII: en las tumbas micénicas se encuentran ofrendas de jarrones o estatuillas de terracota, generalmente con los brazos levantados hacia el cielo, quizá en señal de apoteosis. También se convirtieron en escenario de sacrificios.  El origen de tales cultos se ha atribuido a la presencia de grandes ruinas y túmulos que quedaron de la Edad del Bronce. Estos lugares le dieron a los griegos preliterarios de los siglos X y IX a. C., un sentido de una era alguna vez esplendorosa y ahora desaparecida. Esto se ve reflejado en su tradición épica oral, que se haría famosa a través de obras como la Ilíada y la Odisea. Las cerámicas demuestran que los alfareros-decoradores conocían el ciclo troyano. El «culto a las tumbas» no se limita a los héroes conocidos de la mitología griega: algunos fragmentos llevan inscripciones «al héroe», sin nombrarlo. El culto en las tumbas micénicas es siempre anónimo. Además, este culto se desarrolla principalmente en las ciudades-estado: sigue siendo desconocido en Creta o en Tesalia. 
En sitios como Lefkandi, se encuentran ruinas que sugieren que se habían empezado a representar copiosas ofrendas a tales «héroes» en los túmulos, incluso si sus nombres difícilmente eran conocidos. Según Robin Lane Fox, se empezaron a narrar historias para identificar a las personas que ahora se creía estaban enterradas en tales sitios viejos e imponentes, y tales historias de origen dieron forma al culto heroico. 

### Naturaleza del culto heroico
El culto griego a los héroes era diferente a la veneración ancestral: suelen ser un asunto más cívico que familiar, y en muchos casos ninguno de los seguidores eran descendientes del héroe.
Por otra parte también era distinto al culto romano a los emperadores muertos, ya que no se creía que el héroe había ascendido al Olimpo o se había convertido en dios: estaba bajo tierra, y su poder era puramente local. Por esta razón el culto a los héroes era ctónico por naturaleza y sus rituales se parecían más a los de Hécate y Perséfone que a los de Zeus y Apolo.
Las dos excepciones a lo anterior fueron Heracles y Asclepio, quienes podían ser adorados como dioses tanto como héroes.
En el culto, los héroes se comportaban de forma muy diferente a como lo hacían en la mitología. Podían aparecer indistintamente como hombres o como serpientes, y rara vez lo hacían salvo que se enfadasen. Un dicho pitagórico advierte que no debe comerse la comida que ha caído al suelo porque «pertenece a los héroes». En una obra fragmentaria de Aristófanes, un coro de héroes anónimos se describe a sí mismo como remitentes de piojos, fiebres y forúnculos.

## Características de los cultos heroicos
Un héroe es venerado en el lugar de su tumba (real o supuesta). El santuario de un héroe recibe el nombre de heroon, mientras que el santuario de una deidad se llama hierón. Muchos héroes eran conocidos y venerados solo en pequeñas comunidades, pueblos o regiones: es el caso, por ejemplo, de los héroes epónimos de las tribus y los demos de Atenas en la época clásica. Solo pocos héroes reciben culto en toda Grecia, el más famoso de los cuales es Heracles, un culto panhelénico. Entre estos dos extremos, muchos héroes legendarios como Aquiles o Menelao recibieron un culto heroico, así como los fundadores de ciudades, como Teseo o incluso Erictonio (en Atenas). El heroon es un santuario privado o improvisado para un héroe o un dios; en Los Caracteres de Teofrasto, una persona supersticiosa es descrita como aquella que construye un pequeño santuario, un heroon, tras reconocer una señal divina de Sabacio.
Los estudiosos de la religión griega antigua han considerado durante mucho tiempo que los cultos que se rendían a los héroes diferían notablemente en sus modalidades de los cultos que se rendían a las deidades; asimismo, los cultos heroicos se interpretaron primero como cultos ctónicos, es decir, relacionados con la tierra (al igual que hay deidades griegas ctónicas). Posteriormente, varios estudios han demostrado que el culto a los héroes suele utilizar los mismos ritos, ceremonias y celebraciones que el culto a las deidades. Del mismo modo, en las oraciones se invoca a los héroes como poderes divinos al mismo nivel que los demás, para que hagan oráculos, traigan curaciones, protejan a la comunidad, castiguen a los criminales, etc.

## Tipos de culto heroico
El culto heroico se ofrecía predominantemente a hombres, pero también a mujeres e incluso niños. Se rendía culto a muchas clases de personas, siendo algunos de ellos los siguientes:
- Hombre famosos del pasado mítico (héroes en el sentido moderno de la palabra), como Edipo en Atenas o Pélope en Olimpia.
- Fundadores de ciudades, como Bato de Cirene.

La mayoría de las veces estaban involucradas muertes violentas o inusuales, como en los siguientes casos:
- Los muertos en batalla. Esto solía ser más colectivo que individual, de forma que no desbaratar el delicado equilibrio de las polis griegas, como en el caso de los muertos en la batalla de Maratón.
- Los muertos por rayos, como en varios casos comprobados en la Magna Grecia.
- Los que desaparecían en el interior de la tierra, como en los casos de Edipo y Anfiarao.

## Héroes, políticos y dioses
El culto heroico podía ser de la mayor importancia política. Cuando Clístenes dividió a los atenienses en los nuevos demos para votar, consultó al oráculo de Delfos en honor a qué héroes debía bautizar cada división. Según Heródoto, los espartanos atribuían su conquista de Arcadia a su robo de los huesos de Orestes de la ciudad arcadia de Tegea.
En la mitología los héroes solían tener relaciones estrechas aunque conflictivas con los dioses. Por esto el nombre de Heracles significa «gloria de Hera» a pesar de que fue atormentado toda su vida por la reina de los dioses. Esto era más cierto incluso en sus apariciones en el culto. Quizá el ejemplo más sorprendente sea el del rey ateniense Erecteo, a quien mató Poseidón por preferir a Atenea como diosa patrona de la ciudad. Cuando los atenienses adoraban a Erecteo en la Acrópolis, lo invocaban como Poseidón Erecteo.

## Lista de héroes
- Aquiles - Legendario héroe de la Guerra de Troya
- Acteón, alumno del centauro Quirón
- Eneas
- Eunosto
- Áyax
- Academo
- Alejandro Magno
- Anfiarao
- Atalanta
- Asclepio
- Bato I de Cirene
- Belerofonte
- Cadmo - fundador de Tebas
- Ciamites - patrono del cultivo de habas.
- Dioniso
- Erictonio
- Héctor
- Heracles
- Homero, venerado en Alejandría por Ptolomeo IV Filopátor
- Jasón
- Leónidas I
- Licurgo
- Meleagro
- Odiseo
- Edipo
- Orión
- Orfeo
- Pandora
- Pentesilea
- Peleo
- Pélope
- Perseo
- Teseo
- Tántalo
- Paris